# Microcylloepus moapus
Microcylloepus moapus är en skalbaggsart som beskrevs av La Rivers 1949. Microcylloepus moapus ingår i släktet Microcylloepus och familjen bäckbaggar.

## Underarter
Arten delas in i följande underarter:
- M. m. moapus
- M. m. fraxinus